# 马厥坤
馬厥坤（1863年12月1日—1945年8月19日），一译马厥昆，印度尼西亚华人，中华商会和中华会馆创办人。

## 生平
马厥坤1863年12月1日出生于中爪哇普沃雷佐。他是玛腰之子，也是时任梭罗苏苏胡南和莽古尼加拉七世的密友。迁居梭罗后，被任命为华人甲必丹，后被任命为梭罗华人玛腰。二战前，他曾被中国、荷兰、德国和泰国政府授予星章。
他获得了许多服役星章，包括华人金色帝国之星司令勋章（Commander Order Goude Rijksster van Chineezen）、奥兰治·拿骚骑士勋章（Ridder Order van Oranje Nassau）、纽腾堡弗里德里希骑士勋章（Ridder Friedrich Order van Nurtenburg）、白象勋章、和大金星勋章（Groot Goude Ster）。
1945年8月19日在沙拉迪加去世。